# Koșove, Mirhorod
Koșove (în ucraineană Кошове) este un sat în comuna Velîka Obuhivka din raionul Mirhorod, regiunea Poltava, Ucraina.
Satul avea 10 locuitori în 1982 și a fost desființat în 2003.